# Девід Маккі
Девід Джон Маккі́ (англ. David (John) McKee, 2 січня 1935 — 6 квітня 2022) — британський письменник та ілюстратор, головним чином дитячих книг та анімацій.
За свій внесок як дитячий ілюстратор, був номінантом Великої Британії на міжнародну премію імені Ганса Крістіана Андерсена у 2006 році.

## Біографія
Маккі народився і виріс у Тавістоку в Південному Девоні, Англія. Після відвідування місцевої школи навчався в Плімутському коледжі мистецтв. Ще в коледжі він почав продавати карикатури, зокрема національній пресі. Після закінчення коледжу продовжив цей підробіток, в той же час регулярно малюючи для журналів Punch, Reader's Digest і Times Educational Supplement.
Перша продана книга — Two Can Toucan, про південноамериканського птаха, який може нести дві банки з фарбою у своєму величезному дзьобі. Книжку надрукувало видавництво Abelard-Schuman у 1964 році; видання 1985 року з новими ілюстраціями Маккі було перевидано в 2001 році компанією Andersen Press.
Маккі удостоєний звання почесного доктора мистецтв у Плімутському університеті в 2011 році.

## Телебачення та фільми
Бі-Бі-Сі використовували деякі книжки Маккі на телебаченні і запитували про можливість більш масштабного проекту. Результатом співпраці став серіал з тринадцяти епізодів про персонажа Містера Бенна, який регулярно повторювався в ефірі упродовж двох десятиліть. Далі були п'ять фільмів для фонду Save the Children, серія фільмів на основі книг про персонажа на ім'я Король Ролло, створені разом з двома друзями, Клайвом Юстером і Лео Нільсеном. Було засновано доволі успішну компанію King Rollo Films, у якій Маккі був письменником. Серед створених фільмів: «Towser» Тоні Росса, «Spot the Dog» Еріка Гілла і «Maisy» Люсі Казінс.
King Rollo Films випустили багато інших анімацій, у тому числі мультиплікаційні історії для провідної дитячої програми Бі-Бі-Сі «Fimbles».

## Письменник та ілюстратор
Маккі створив кілька персонажів, які переросли в серію книг, зокрема «Елмер, слон в клітинку» (англ. Elmer the Patchwork Elephant). Літературна серія про Елмера видана понад 20 мовами. В одній з ранніх книг, «Шість чоловіків» (1972, 2011), розповідається про те, як може розвиватися війна.
Також ілюстрував книги інших авторів, у тому числі деякі з останніх книг про ведмедика Паддінгтона, а також книжки, написані його матір'ю Віолет Маккі і його сином Чаком Маккі.
У серії про Елмера Маккі створив картонні книжечки, книжки для ванної, книжки-розмальовки, перекидну книжку, книжку-з-діркою й об'ємну книжку. Також він ілюстрував пісні «Toy Boy» і «Lonely Alcoholic» для розширеного альбому Songs for Sorrow автора й виконавця Міки.

## Особисте життя
Маккі має будинки в Лондоні і на півдні Франції, де він живе зі своїм партнером Бахта, французько-алжирським арт-дилером, з яким вони збирають малюнки і зразки мистецтва африканських племен. Він виграв Німецьку премію дитячої літератури у 1987 році.